# Calle Acetres
La calle Acetres es una vía pública de la ciudad española de Sevilla, situada en el distrito Casco Antiguo.

## Descripción
La vía, cuyo título es de origen gremial, discurre desde la calle Buiza y Mensaque hasta Cuna. Aparece descrita en la Noticia histórica del origen de los nombres de las calles de esta ciudad de Sevilla (1839) de Félix González de León con las siguientes palabras:

Calle Acetres. Está situada en el cuartel A. y en la parroquia del Salvador. Su nombre sin duda le viene de haber estado en ella en algun tiempo los fabricantes de Acetres y calderetas, esto lo corrobora que en escrituras y padrones antiguos se nombra calle Yeceros y Caldereros. Es corta y angosta y pasa de Levante á Poniente desde la calle de la Ballestilla á la de la Cuna.
(González de León, 1839, p. 155)

El poeta Luis Cernuda nació en el número 6 de esta calle.